# Ramón Abella
Ramón Neptuno Abella Caside (* 16. Februar 1922 in Montevideo; † 1989) war ein uruguayischer Schwimmer und Wasserballspieler.
Ramón Abella, teils auch als Neptuno Abella geführt, gehörte dem uruguayischen Aufgebot bei den Olympischen Sommerspielen 1948 in London an. Bei den Spielen in England war er Mitglied der Wasserballmannschaft und belegte mit dem Team nach zwei Niederlagen gegen Belgien (1:10) und die USA (0:7) den 13. Platz im von Italien gewonnenen olympischen Turnier. Er nahm zudem mit der uruguayischen Mannschaft an den Panamerikanischen Spielen 1951 in Buenos Aires teil. Dort startete er im Schwimmen.